# Markscheide (Bergbau)

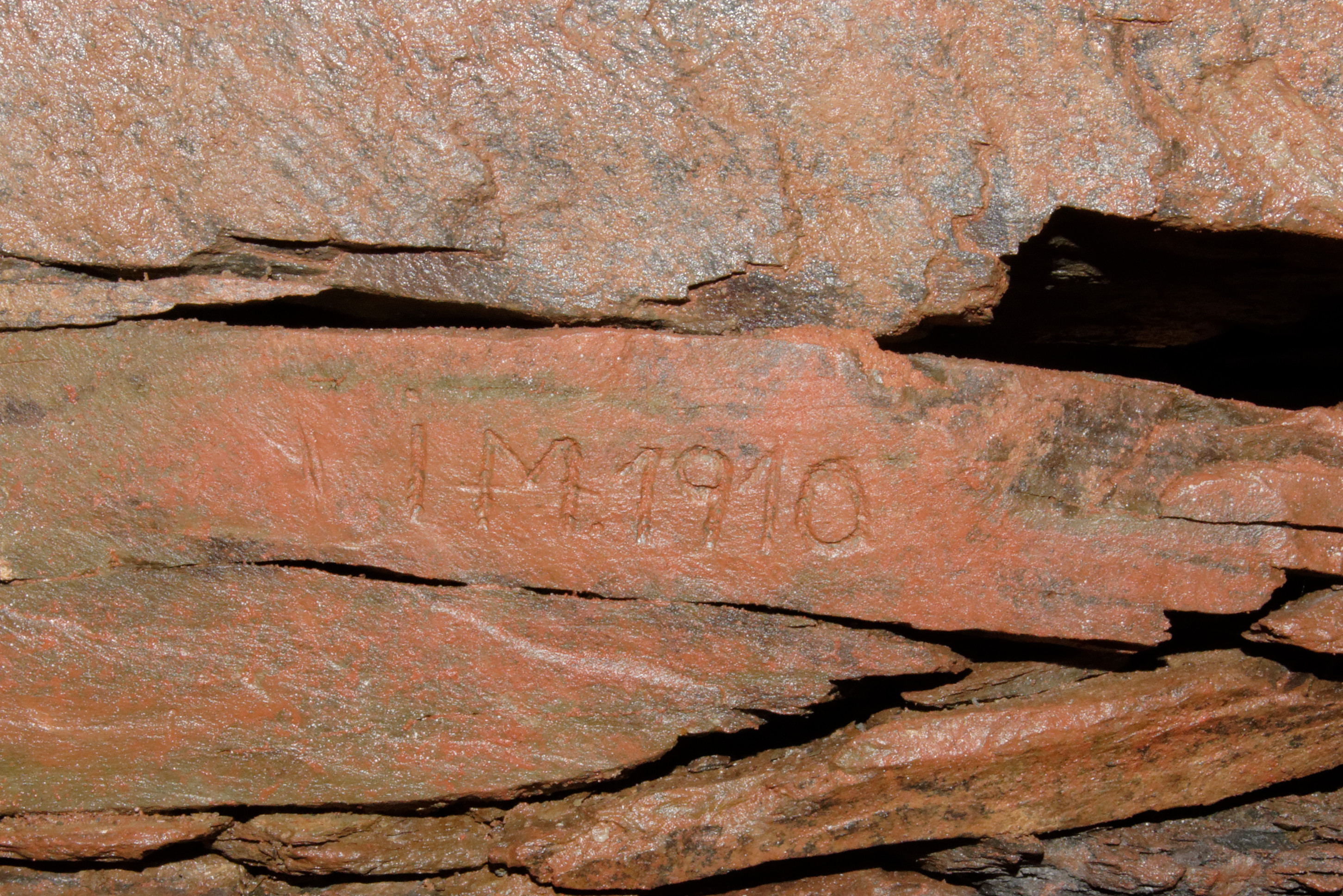
Markscheiderzeichen in der Grube Eisenberg

Der Begriff Markscheide kommt aus dem mittelalterlichen Bergbau Tirols, Sachsens, Böhmens und der heutigen Slowakei. Er bezeichnet die Grenze eines Grubenfeldes, des Gebietes, in dem ein Bergwerk Abbau betreiben darf. Mark ist das alte deutsche Wort für Grenze.
Zu Beginn des neuzeitlichen Bergbaus im 12. Jahrhundert war die Grenzziehung der noch kleinen Gruben unproblematisch. Im 13. Jahrhundert gibt es erste Nachweise über die Vermessung der Gruben unter Tage. An den Grubenfeldgrenzen wird ein Markscheidebaum oder Markscheidestempel gelegt. In der Bergordnung für Kremnitz von 1492 wird der Markscheidestempel zusätzlich mit einem Kreuz markiert. Mit der Herausbildung des Markscheidens als Beruf wurde dann eine Markscheidestuffe gesetzt. Dabei wurden in Stollen und Strecken die Grenze zu benachbarten Gruben mit Grenzsymbolen am Ausbau, oder in das Gestein geschlagen, markiert. Über Tage wurden die Grubenfeldgrenzen mit Lochsteinen vermarkt.
Ende des 15. Jahrhunderts entwickelte sich das Amt des Markscheiders, eines Bergbeamten, der für die untertägige Vermessung der Gruben zuständig ist. Der Begriff Markscheidewesen bezeichnet noch heute das Vermessungswesen im Bergbau.

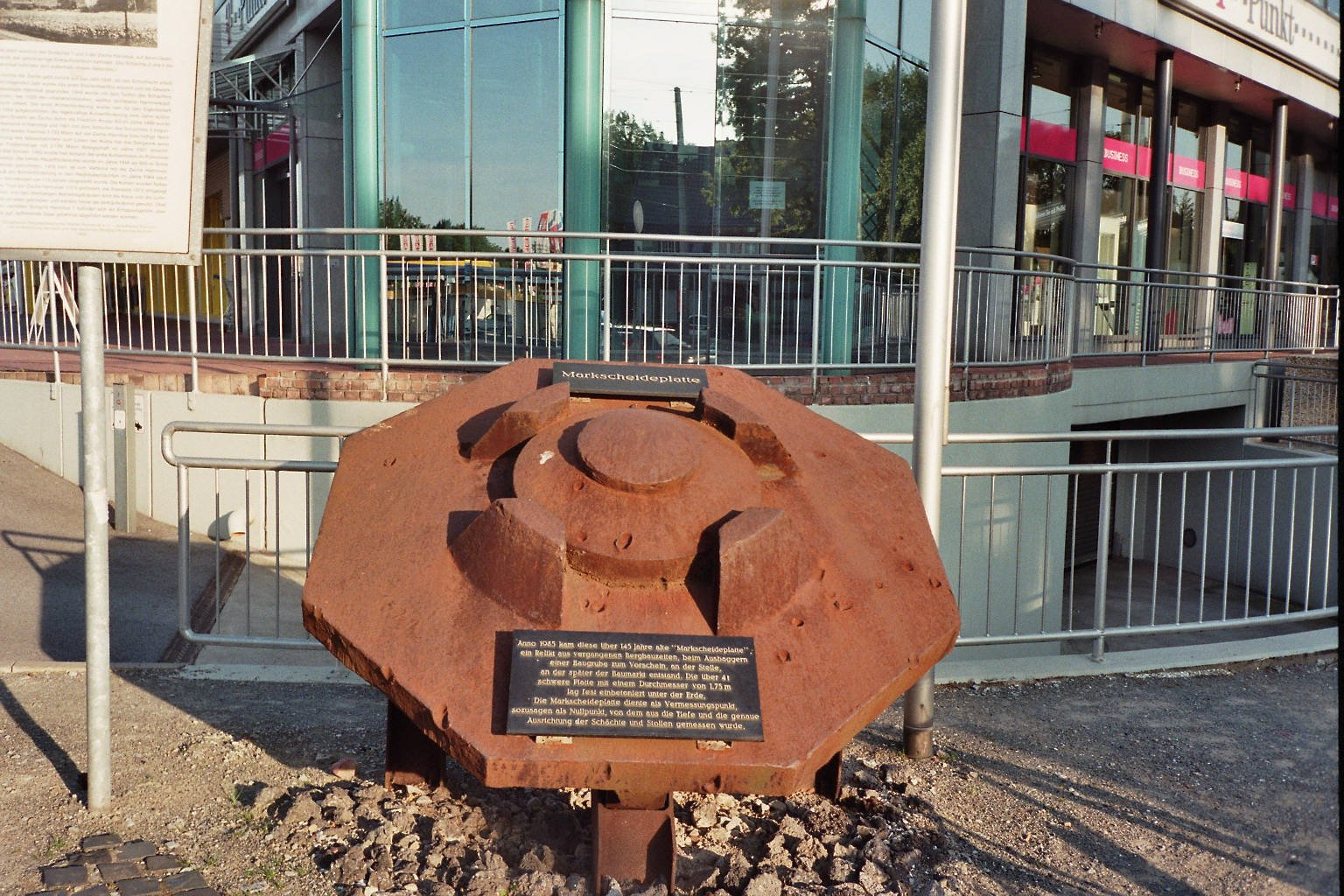
Eine gusseiserne Platte als Festpunkt zur Vermessung eines Bergwerkes
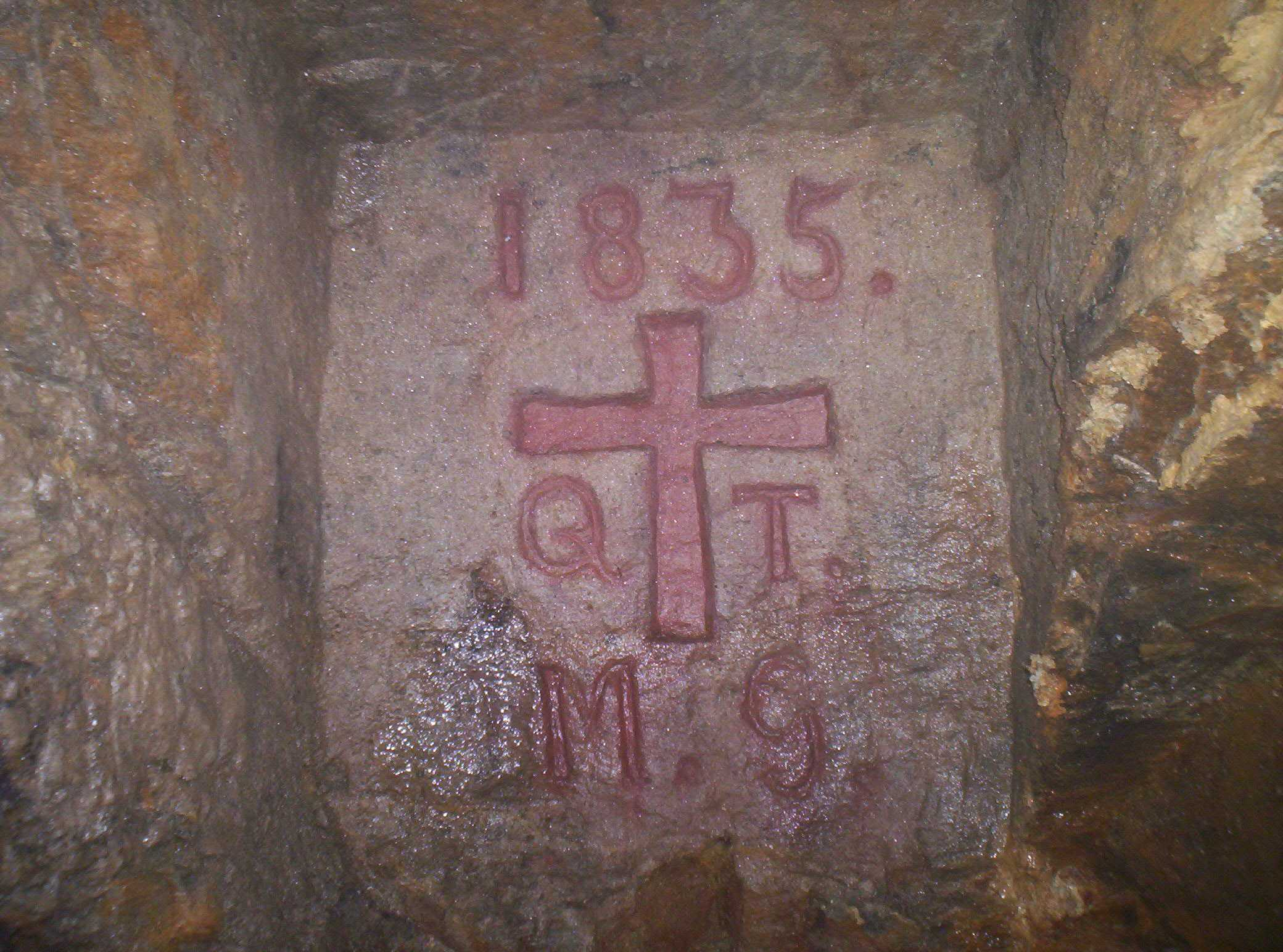
Verstufungstafel
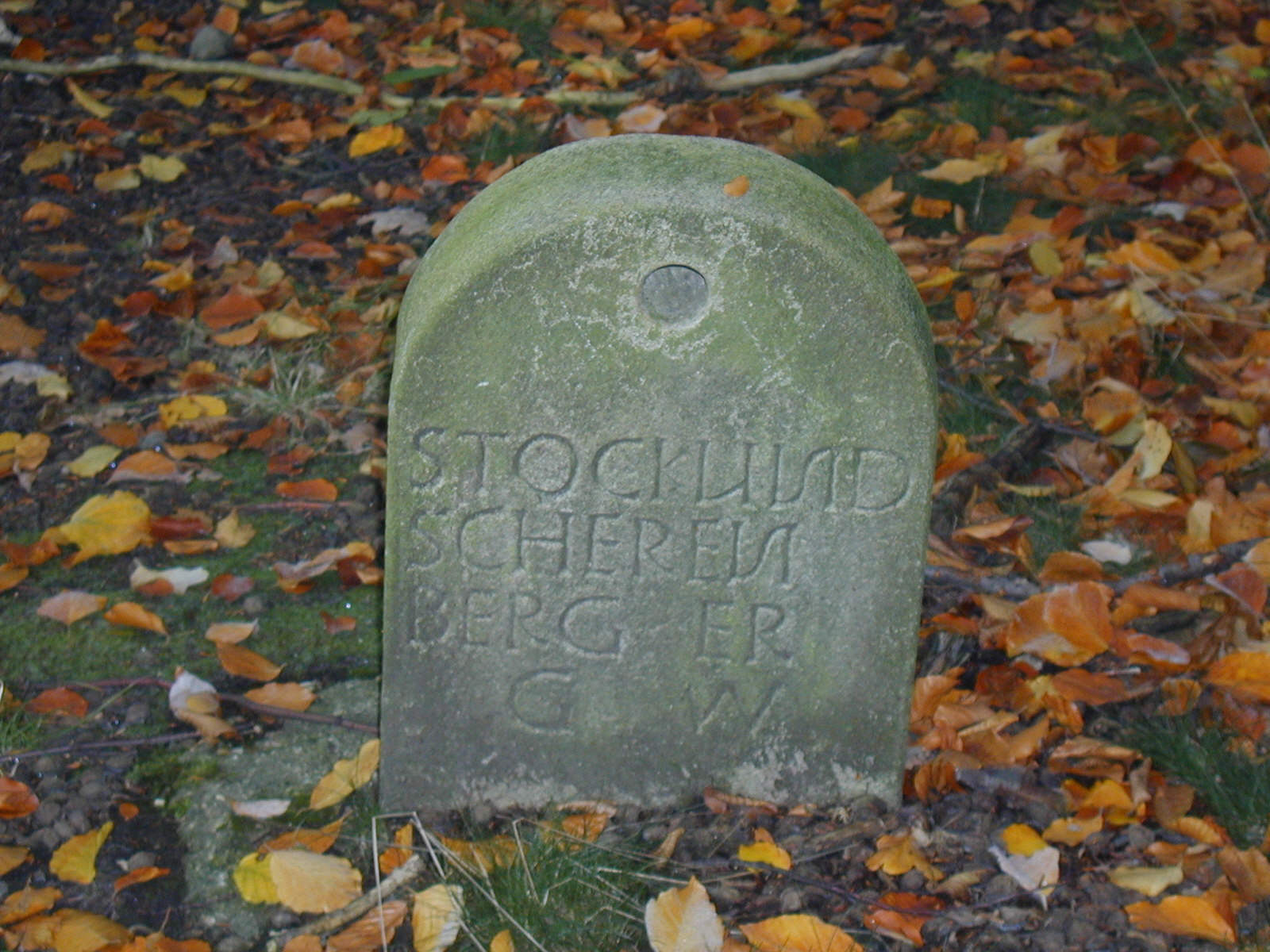
Lochstein
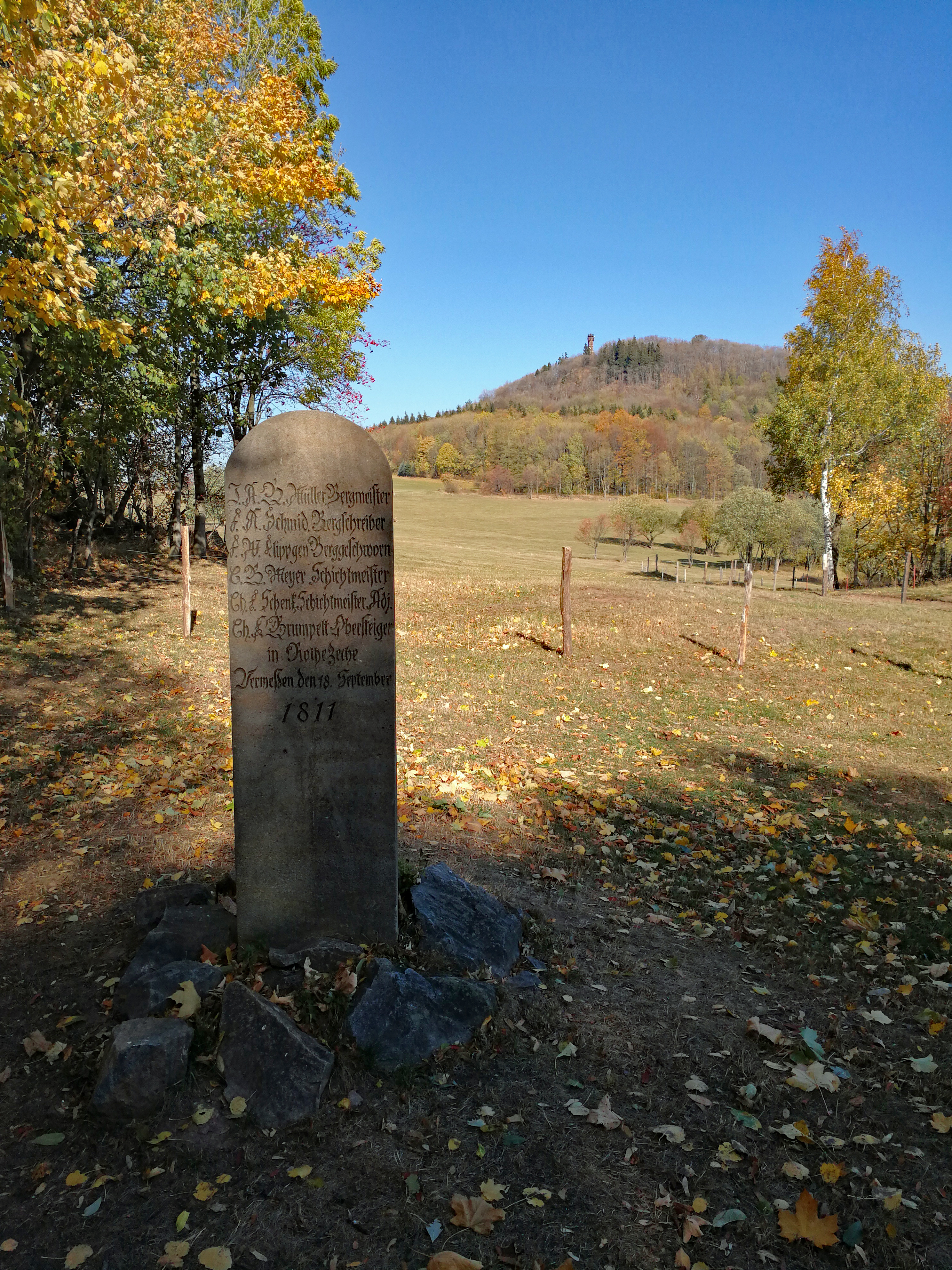
Markscheidesäule in Altenberg (Sachsen)